# Johann Heinrich Samuel Gerlach
Johann Heinrich Samuel Gerlach (* 11. April 1772 in Göttingen; † 14. November 1809 in Dresden) war ein deutscher Buchhändler und Autor.

## Leben
Johann Heinrich Samuel Gerlach war der Sohn von Johann Samuel Gerlach. Dieser war der Stiefvater des gelernten Buchbinders Johann Gottlieb Ferdinand Ronnenberg, den er in dem familieneigenen Dresdner Sortimentsbuchhandel ebenfalls zum Buchhändler ausbildete.
Johann Heinrich Samuel Gerlach heiratete die 1772 in Dresden als Tochter des dortigen Hoffouriers geborene Josephine Henriette Gerlach, geborene Sedelmeyer.
Gerlach verlegte mehrere Bücher, verfasste allerdings auch eigene Aufsätze literarischen und kritischen Inhalts, die er in den Jahren 1798 und 1799 im Allgemeinen Litterarischen Anzeiger publizierte, später auch im Reichsanzeiger der Deutschen.

## Schriften (Auswahl)
- Das grüne Gewölbe, Dresden 1802
  - 2., vermehrte Auflage, Dresden: Heinrich Gerlach, 1805; Digitalisat der Sächsischen Landesbibliothek – Staats- und Universitätsbibliothek Dresden